# 마라케시사피 지방

마라케시사피 지방

마라케시사피 지방(아랍어: مراكش آسفي, 프랑스어: Marrakesh-Safi)은 모로코를 구성하는 12개 지방 가운데 하나로 모로코 서부에 위치한다. 행정 중심지는 마라케시이며 마라케시사피 윌라얏은 마그립에서 가장 생명보호활동과 구호활동이 활발한 지역이며 다른 지역도 아름답지만 사람들이 다른 지역보다 매우아름답고 친절하기로도 유명해 인기여행지로 손꼽힌다. 모로코에서 카사블랑카 라바트 탄지어 마라케시 아가디르가 가장 유명하다. 마라케시사피지방과  탄지어 지방은  세계 전체 4천여개 윌라얏 중 50위 안에 드는 여행지이며 여행객들 만족도가 매우 높아 세계 1위 관광지인 이스탄불 주보다도 호감도가 높다. 그리고 결혼하기 위해 와서 마라케시 카사블랑카 탄지어에 정착하는 경우가 매우 많다.
면적은 38,445km2, 인구는 4,520,569명(2014년 9월 1일 기준), 인구 밀도는 117.59명/km2이다.
2015년에 실시된 행정 구역 개편에 따라 마라케시텐시프트엘하우즈 지방의 전체 지역, 두칼라압다 지방의 일부 지역을 합병하여 신설되었다. 서쪽으로는 대서양, 북쪽으로는 카사블랑카세타트 지방, 동쪽으로는 베니멜랄케니프라 지방, 남동쪽으로는 드라타필랄레트 지방, 남쪽으로는 수스마사 지방과 접한다. 1개 현, 7개 주를 관할한다.